# Edina Müller
Edina Müller (* 28. Juni 1983 in Brühl) ist eine deutsche Rollstuhlbasketballerin und Parakanutin. Sie ist Paralympics-Siegerin im Rollstuhlbasketball und wurde nach einem Wechsel der Sportart Weltmeisterin und Paralympics-Siegerin im Einer-Kajak.

## Leben
Aufgewachsen im rheinischen Brühl, machte Müller 2003 ihr Abitur am Max-Ernst-Gymnasium. Sie ist seit 2000 querschnittgelähmt. Müller begann ihre Rollstuhlbasketballkarriere 2003. Nach einigen erfolgreichen sportlichen Versuchen im Rollstuhltennis (1. Platz Hungarian Open 2005), entschied sich die ehemalige Volleyballspielerin (BTV Brühl) für den Mannschaftssport und konzentrierte sich auf Basketball. 2004 begann sie ihr Diplom-Studium und sportlich startete sie für den ASV Bonn in der Regionalliga. Durch viel Spielerfahrung, unter anderem mit Doppellizenz beim TG Neuss und dem RSC Köln (heute RBC Köln 99ers), machte sie schnell Fortschritte und spielte 2005/06 ihre erste Bundesligasaison beim ASV Bonn. In diesem Jahre wurde sie zum ersten Mal von Nationaltrainer Holger Glinicki zu einem Lehrgang eingeladen. Im Jahr darauf schaffte sie es ins Nationalteam und gewann bei der Weltmeisterschaft in Amsterdam Bronze.
Der kanadische Erfolgstrainer Michael Frogley (Coach der kanadischen Herren-Nationalmannschaft, Coach Fighting Illini Wheelchair Basketball (UIUC)) wurde auf sie aufmerksam und holte sie 2006 an die University of Illinois at Urbana-Champaign, wo sie für das Damen-College-Team Fighting Illini Wheelchair Basketball spielte. In beiden Jahren gewann sie mit dem Team den National Championship. In den Semesterferien reiste sie mit der Damen-Nationalmannschaft zu Turnieren und Vorbereitungscamps. 2007 wurden die deutschen Damen im eigenen Land (Wetzlar) Europameister.
Müller graduierte 2008 mit dem Bachelor of Science in Kinesiology von der University of Illinois und zog zurück nach Deutschland.
Im September 2008 nahm sie an den Paralympics in Peking teil und wurde dort nur von ihren ehemaligen Mitspielern und Gegnern aus den USA geschlagen. Sie holte paralympisches Silber. Im Anschluss an die Paralympics wurde sie mit der Nationalmannschaft zur "Mannschaft des Jahres" gewählt und erhielt von Bundespräsident Horst Köhler das silberne Lorbeerblatt.
2009 verteidigte sie mit der Nationalmannschaft in Stoke Mandeville, England ihren Europameisterschaftstitel und holte 2009 mit dem ASV Bonn den Europapokal im spanischen Valladolid (Willi Brinkmann Cup). 2010 wurde sie Vize-Weltmeisterin und 2011 erneut Europameisterin.
Bei den Paralympics 2012 gewann Müller mit der deutschen Mannschaft die Goldmedaille. Mit dem Hamburger SV, für den sie seit 2011 spielt, gewann sie 2013 die Deutsche Meisterschaft.
Im Jahr 2014 wechselte sie in den Parakanusport und qualifizierte sich bei den nationalen Qualifikationen im April 2015 direkt für die deutsche Parakanu-Nationalmannschaft. In ihrem ersten internationalen Rennen bei der Europameisterschaft in Račice gewann sie die Silbermedaille im Einer-Kajak. 2016 wurde sie Welt- und Europameisterin in ihrer Klasse.
2021 holte sie in Tokio nach London ihre zweite Goldmedaille bei den Sommer-Paralympics. Sie kämpfte nicht nur um die Medaille, sondern auch, dass ihr Sohn mit nach Tokio reisen und an ihrer Seite sein konnte.
Für die Eröffnungsfeier der Paralympischen Spiele 2024 in Paris wurde sie gemeinsam mit dem Triathleten Martin Schulz zum Fahnenträger ihrer Nation ernannt.

## Erfolge

### Rollstuhlbasketball
- 2006: Bronze Weltmeisterschaft (Amsterdam, NED)
- 2007: Gold National Championship (Warm Springs, USA)
- 2007: Gold Europameisterschaft (Wetzlar, GER)
- 2008: Gold National Championship (Champaign, USA)
- 2008: Silber Sommer-Paralympics (Peking, CHINA)
- 2009: Gold Europameisterschaft (Stoke Mandeville, GBR)
- 2010: Silber Weltmeisterschaft (Birmingham, GBR)
- 2011: Gold Europameisterschaft (Nazaret, ISR)
- 2012: Gold Sommer-Paralympics (London, GBR)

### Parakanu
- 2015: Silber Europameisterschaft (Račice, CZE)
- 2015: Silber Weltmeisterschaft (Mailand, IT) über 200 Meter[4]
- 2016: Gold Weltmeisterschaft (Duisburg, DE) bei über 200 Meter in der Klasse KL1
- 2016: Gold Europameisterschaft (Moskau, RU) über 200 Meter in der Klasse KL1
- 2016: Silber Sommer-Paralympics (Rio de Janeiro, BRA) in der Klasse KL1[5]
- 2021: Gold Sommer-Paralympics (Tokio, JP) in der Klasse KL1[6]

## Auszeichnungen
- 2008: Mannschaft des Jahres im Behindertensport
- 2008: Silbernes Lorbeerblatt
- 2009: Eintrag ins goldene Buch der Stadt Brühl
- 2009: Förderpreis Sportstiftung NRW
- 2012: Hamburgs Sportlerin des Jahres[7]
- 2021: Hamburgs Sportlerin des Jahres[8]